# Curd Jürgens
Curd Gustav Andreas Gottlieb Franz Jürgens (Monaco di Baviera, 13 dicembre 1915 – Vienna, 18 giugno 1982) è stato un attore tedesco, vincitore della Coppa Volpi del 1955 al XX festival del cinema di Venezia come miglior attore per l'interpretazione nel film Gli eroi sono stanchi.

## Biografia

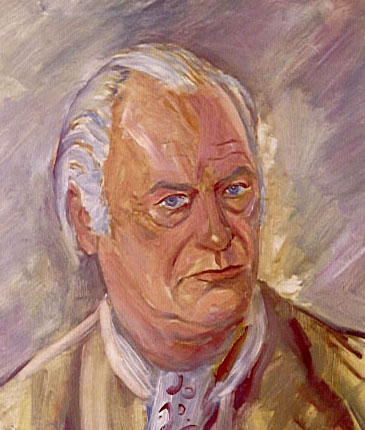
Curd Jürgens, ritratto di Günter Rittner (1980)

Figlio del ricco commerciante di import-export Kurt Jürgens, originario di Amburgo ma di origine danese, e dell'insegnante di francese meridionale Marie-Albertine Noir, di Évian-les-Bains in Alta Savoia, Jürgens è cresciuto bilingue in un ambiente di classe superiore. Aveva due sorelle maggiori, Jeanette e Marguerite.
Curd Jürgens esercitò la professione di giornalista, ma intraprese poi la carriera artistica, lavorando sul palcoscenico in ruoli di primo piano al Teatro Comunale di Vienna, finché questo venne chiuso dai nazisti. Arruolato forzatamente per partecipare a pellicole di propaganda, durante le ultime fasi della seconda guerra mondiale, considerato dal regime "politicamente scomodo", fu internato per un certo periodo in un campo di concentramento.
Nel cinema aveva debuttato nel 1935 con il film Tutto per un bacio, affermandosi come attor giovane di bell'aspetto, di alta statura e con penetranti occhi azzurri. Ripresa l'attività al termine del conflitto, raggiunse la fama internazionale nella prima metà degli anni cinquanta con l'incisiva interpretazione di un ufficiale nazista nel film Il generale del diavolo (1955). Il suo portamento aristocratico e il suo aspetto severo lo destinarono spesso a ruoli in film in costume o a personaggi di spietati ufficiali nazisti in film bellici.
Dopo un pubblicizzato matrimonio con l'attrice Eva Bartok, alla metà del decennio, Jurgens proseguì la carriera cinematografica lavorando in molte produzioni europee. In Francia fu coprotagonista di Brigitte Bardot nel film Piace a troppi (1956) di Roger Vadim, e lavorò sotto la direzione di André Cayatte in Occhio per occhio (1957), e di Henri-Georges Clouzot in Le spie (1957). Interpretò in due occasioni il personaggio di Michele Strogoff, prima nel film omonimo diretto nel 1956 da Carmine Gallone, e successivamente in Il trionfo di Michele Strogoff (1961) di Viktor Turžanskij.
Dopo Il generale del diavolo, l'attore apparve in altre pellicole di produzione statunitense, come Vittoria amara (1957) di Nicholas Ray, Duello nell'Atlantico (1957) di Dick Powell, il kolossal Il giorno più lungo (1962), e Lord Jim (1965). Lavorò anche in Italia nella commedia I Don Giovanni della Costa Azzurra (1962), e ne Il disordine (1962) di Franco Brusati. Tra i suoi ruoli più interessanti, da ricordare anche quello del professor Immanuel Rath, pazzo d'amore per Lola-Lola (May Britt), in L'angelo azzurro (1959), remake dell'omonimo film del 1930, quello dello scienziato Wernher von Braun in Alla conquista dell'infinito (1960), e quello di Karl Stromberg in La spia che mi amava (1977), decimo capitolo della saga cinematografica di James Bond 007.
Malgrado sia considerato soprattutto un attore di teatro, nella sua carriera Jurgens apparve in oltre 150 film, nei quali si dimostrò versatile e in grado di fornire prove attente e affidabili anche in lavori di scarsa qualità. Lavorò anche in televisione, partecipando nel 1975 all'episodio Madeira della serie poliziesca tedesca L'ispettore Derrick. Continuò a recitare fino a poco prima della sua scomparsa, concludendo la carriera con la miniserie televisiva Tutti gli uomini di Smiley (1982).
Jürgens ebbe una casa in Francia e frequentemente ritornava a Vienna per esibirsi in teatro. Morì a Vienna per infarto miocardico il 18 giugno 1982. Era già stato colpito da attacco cardiaco anni prima; al riguardo dichiarò di aver avuto una near-death experience e di essere andato all'inferno.

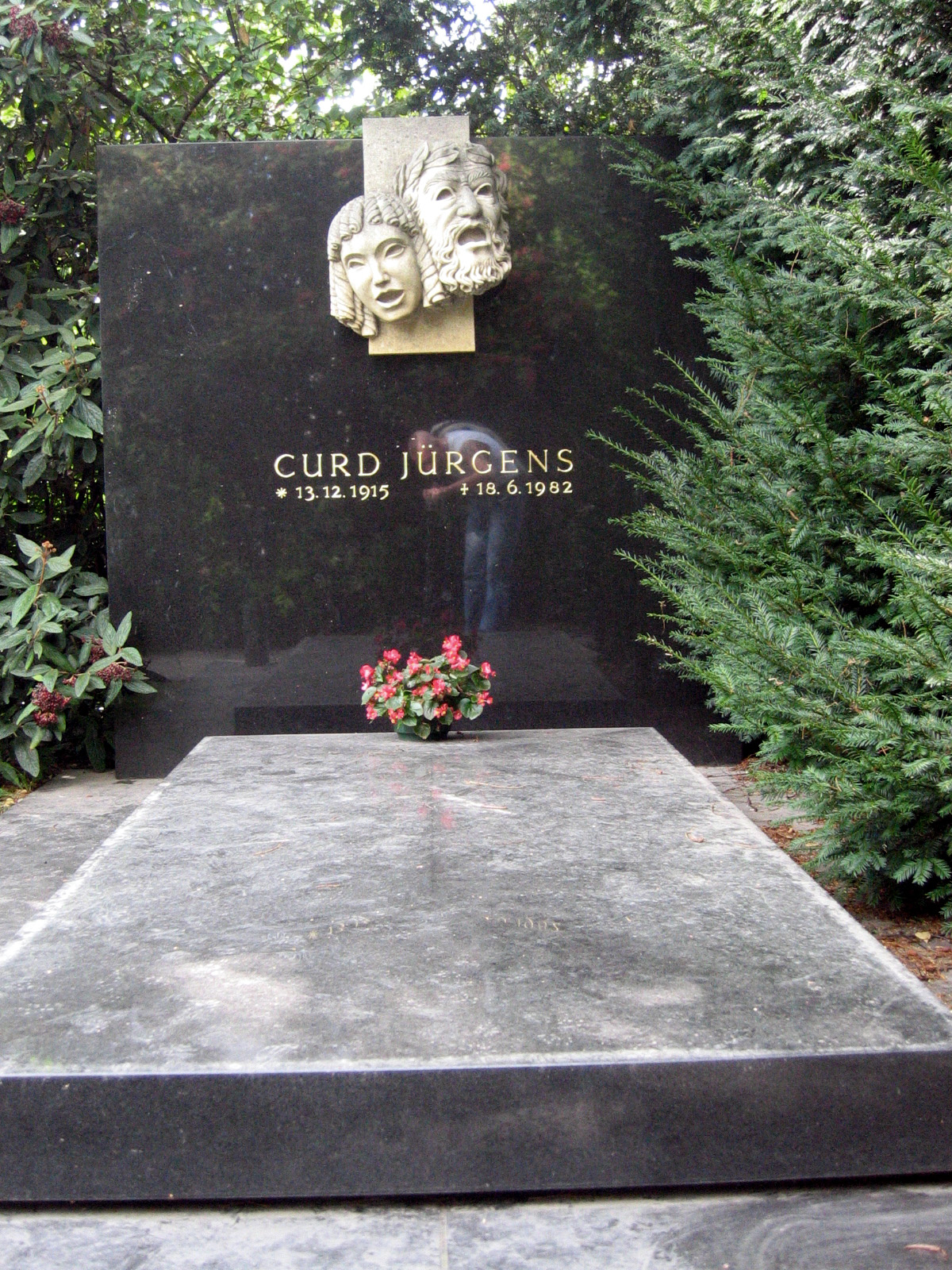
Tomba presso il Wiener Zentralfriedhof

Era alto 1,92 m. Durante le riprese di Piace a troppi, Brigitte Bardot lo soprannominò "il guardaroba normanno".

### Vita privata

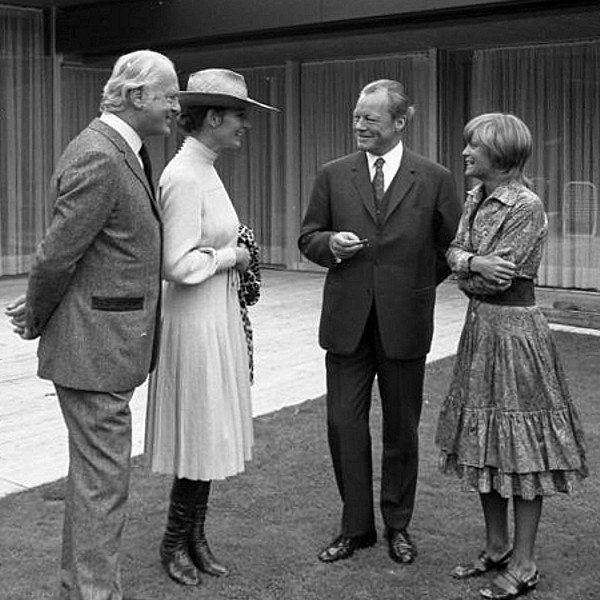
Il cancelliere Willy Brandt riceve Romy Schneider (a destra) e Curd Jürgens con la moglie Simone presso il Kanzlerbungalow nel 1971

Jürgens fu sposato cinque volte con: Lulu Basler, attrice (15 giugno 1937 – 8 ottobre 1947); Judith Holzmeister (16 ottobre 1947 – 1955); Eva Bartok (13 agosto 1955 – 1956); Simone Bicheron (14 settembre 1958 – 1977); Margie Schmitz (21 marzo 1978 – 18 giugno 1982).

## Filmografia parziale

### Cinema
- Tutto per un bacio (Königswalzer), regia di Herbert Maisch (1935)
- La prigioniera di Sidney (Zu neuen Ufern), regia di Detlef Sierck (Douglas Sirk) (1937)
- Tango Notturno, regia di Fritz Kirchhoff (1937)
- La donna di una notte (Das Mädchen von gestern Nacht), regia di Peter Paul Brauer (1938)
- Treno di lusso (Salonwagen E 417), regia di Paul Verhoeven (1939)
- Cuore senza casa (Herz ohne Heimat), regia di Otto Linnekogel (1940)
- A tempo di valzer (Operette), regia di Willi Forst (1940)
- Angeli senza felicità (Wen die Götter lieben), regia di Karl Hartl (1942)
- Realtà romanzesca (Frauen sind keine Engel), regia di Willi Forst (1943)
- Ein glücklicher Mensch, regia di Paul Verhoeven (1943)
- La casa dell'angelo (Der Engel mit der Posaune), regia di Karl Hartl (1948)
- Valzer celeste (Der himmlische Walzer), regia di Géza von Cziffra (1948)
- Ragazze viennesi (Wiener Mädeln), regia di Willi Forst (1949)
- 1º aprile 2000! (1. April 2000), regia di Wolfgang Liebeneiner (1952)
- Tu sei la rosa del lago di Wörth (Du bist die Rose vom Wörthersee), regia di Hubert Marischka (1952)
- Il tenente dello zar (Der letzte Walzer), regia di Arthur Maria Rabenalt (1953)
- Orient Express, regia di Carlo Ludovico Bragaglia (1954)
- Condannata a morte (Das Bekenntnis der Ina Kahr), regia di Georg Wilhelm Pabst (1954)
- Il generale del diavolo (Des Teufels General), regia di Helmut Käutner (1955)
- I topi (Die Ratten), regia di Robert Siodmak (1955)
- Gli eroi sono stanchi (Les Héros sont fatigués), regia di Yves Ciampi (1955)
- Capo d'accusa: uxoricidio (Teufel in Seide), regia di Rolf Hansen (1956)
- Senza di te è notte (Ohne dich wird es Nacht), regia di Curd Jürgens (1956)
- Piace a troppi (Et Dieu... créa la femme), regia di Roger Vadim (1956)
- Michele Strogoff (Michel Strogoff), regia di Carmine Gallone (1956)
- Londra chiama Polo Nord, regia di Duilio Coletti (1956)
- Vittoria amara (Bitter Victory), regia di Nicholas Ray (1957)
- Occhio per occhio (Oeil pour oeil), regia di André Cayatte (1957)
- Le spie (Les Espions), regia di Henri-Georges Clouzot (1957)
- Duello nell'Atlantico (The Enemy Below), regia di Dick Powell (1957)
- Tamango, regia di John Berry (1958)
- La tentazione del signor Smith (This Happy Feeling), regia di Blake Edwards (1958)
- Io e il colonnello (Me and the Colonel), regia di Peter Glenville (1958)
- La locanda della sesta felicità (The Inn of the Sixth Happiness), regia di Mark Robson (1958)
- Lo scorticatore (Der Schinderhannes), regia di Helmut Käutner (1958)
- Il vento si alza (Le Vent se lève), regia di Yves Ciampi (1959)
- Passaggio a Hong Kong (Ferry to Hong Kong), regia di Lewis Gilbert (1959)
- L'angelo azzurro (The Blue Angel), regia di Edward Dmytryk (1959)
- Katia, regina senza corona (Katia), regia di Robert Siodmak (1959)
- Alla conquista dell'infinito (Wernher von Braun), regia di J. Lee Thompson (1960)
- Scacco alla follia (Schachnovelle), regia di Gerd Oswald (1960)
- Il trionfo di Michele Strogoff (Le Triomphe de Michel Strogoff), regia di Viktor Turžanskij (1961)
- Il disordine, regia di Franco Brusati (1962)
- Il giorno più lungo (The Longest Day), regia di Ken Annakin, Andrew Marton (1962)
- I Don Giovanni della Costa Azzurra, regia di Vittorio Sala (1962)
- L'ultimo treno da Vienna (Miracle of the White Stallions), regia di Arthur Hiller (1963)
- Amore e desiderio (Of Love and Desire), regia di Richard Rush (1963)
- Il castello in Svezia (Château en Suède), regia di Roger Vadim (1963)
- I disperati della gloria (Les Parias de la gloire), regia di Henri Decoin (1964)
- Psyche 59, regia di Alexander Singer (1964)
- Lord Jim, regia di Richard Brooks (1965)
- Sopra e sotto il letto (Das Liebeskarussel), regia di Rolf Thiele, Axel von Ambesser e Alfred Weidenmann (1965)
- Tiro a segno per uccidere (Das Geheimnis der gelben Mönche), regia di Manfred R. Köhler (1966)
- Un ombrello pieno di soldi (Le Jardinier d'Argenteuil), regia di Jean-Paul Le Chanois (1966)
- Dalle Ardenne all'inferno, regia di Alberto De Martino (1967)
- Niente rose per OSS 117, regia di Renzo Cerrato (1968)
- L'ago sotto la pelle (Der Arzt von St. Pauli), regia di Rolf Olsen e Al Adamson (1968)
- Assassination Bureau (The Assassination Bureau), regia di Basil Dearden (1969)
- La legione dei dannati, regia di Umberto Lenzi (1969)
- I lunghi giorni delle aquile (Battle of Britain), regia di Guy Hamilton (1969)
- La battaglia della Neretva (Bitka na Neretvi), regia di Veljko Bulajić (1969)
- Inchiesta di un procuratore su un albergo di tolleranza (Das Stundenhotel von St. Pauli), regia di Rolf Olsen (1970)
- 6 dannati in cerca di gloria (The Invincible Six), regia di Jean Negulesco (1970)
- Io so chi ha ucciso (Der Pfarrer von St. Pauli), regia di Rolf Olsen (1970)
- New York-Parigi per una condanna a morte (Cannabis), regia di Pierre Koralnik (1970)
- La macchia della morte (The Mephisto Waltz), regia di Paul Wendkos (1971)
- Nicola e Alessandra (Nicholas and Alexandra), regia di Franklin J. Schaffner (1971)
- Due maschi per Alexa, regia di Juan Logar (1971)
- Le eccitanti guerre di Adeline (À la guerre comme à la guerre), regia di Bernard Borderie (1971)
- Professione: avventurieri, regia di Claude Mulot (1973)
- Soffici letti, dure battaglie (Soft Beds, Hard Battles), regia di Roy Boulting (1974)
- Cagliostro, regia di Daniele Pettinari (1975)
- Povero Cristo, regia di Pier Carpi (1976)
- I soliti ignoti colpiscono ancora - E una banca rapinammo per fatal combinazion (Ab morgen sind wir reich und ehrlich), regia di Franz Antel (1976)
- Pazzi borghesi (Folies Bourgeoises), regia di Claude Chabrol (1976)
- La spia che mi amava (The Spy Who Loved Me), regia di Lewis Gilbert (1977)
- La lunga strada senza polvere, regia di Sergio Tau (1977)
- Gigolò (Schöner Gigolo, armer Gigolo), regia di David Hemmings (1978)
- Allarme nucleare, regia di Leslie H. Martinson (1979)
- Specchio per le allodole (Steiner - Das Eiserne Kreuz, 2. Teil), regia di Andrew V. McLaglen (1979)
- Goldengirl - La ragazza d'oro (Goldengirl), regia di Joseph Sargent (1979)
- Il vizietto dell'onorevole (La gueule de l'autre), regia di Pierre Tchernia (1979)
- Nido di spie (Teheran 43), regia di Aleksandr Alov (1981)

### Televisione
- The Dick Powell Show – serie TV, episodio 2x06 (1962)
- Organizzazione U.N.C.L.E. (The Man from U.N.C.L.E.) – serie TV, episodi 3x28-3x29 (1967)
- La caduta delle aquile (Fall of Eagles) – serie TV, 2 episodi (1974)
- L'ispettore Derrick (Derrick) – serie TV, episodio 2x04 (1975)
- Tutti gli uomini di Smiley (Smiley's People) – miniserie TV, 2 episodi (1982)

## Doppiatori italiani
- Emilio Cigoli in 1º aprile 2000!, Il generale del diavolo, Piace a troppi, Michele Strogoff, Londra chiama Polo Nord, Vittoria amara, Duello nell'Atlantico, La tentazione del signor Smith, La locanda della sesta felicità, Passaggio a Hong Kong, L'angelo azzurro, Alla conquista dell'infinito, Il trionfo di Michele Strogoff, I Don Giovanni della Costa Azzurra, L'ultimo treno da Vienna, Il castello in Svezia, La macchia della morte, Nicola e Alessandra
- Arturo Dominici in Il giorno più lungo, La battaglia della Neretva, Soffici letti, dure battaglie, Povero Cristo
- Sergio Graziani in Dalle Ardenne all'inferno, I lunghi giorni delle aquile
- Corrado Gaipa in Il disordine
- Giuseppe Rinaldi in Lord Jim
- Sergio Rossi in Assassination Bureau
- Stefano Sibaldi in Tiro a segno per uccidere
- Aldo Giuffré in Niente rose per OSS 117
- Vittorio Sanipoli in La legione dei dannati
- Giulio Panicali in Due maschi per Alexa
- Bruno Alessandro in Cagliostro
- Antonio Guidi in La spia che mi amava
- Walter Maestosi in L'ispettore Derrick